# Automotrici RM 5111-5130
Le automotrici MACfce 5111 ÷ 5130 della Rete Mediterranea, in seguito gruppo E.10 delle Ferrovie dello Stato, erano una serie di automotrici elettriche a terza rotaia, progettate per l'utilizzo sulle linee varesine.

## Storia
Le automotrici, progettate dalla General Electric, furono costruite ad opera delle Officine Meccaniche di Milano, ed entrarono in servizio nel 1901 consentendo di attivare l'esercizio a trazione elettrica da Milano a Varese il 16 ottobre dello stesso anno, prolungato il 15 giugno dell'anno successivo fino a Porto Ceresio in seguito ai buoni risultati ottenuti.
Le 20 elettromotrici divennero presto insufficienti, e vennero affiancate negli anni successivi dalle automotrici-bagagliaio 5301 ÷ 5305, più potenti, e dalle 5131 ÷ 5146, accoppiabili a comando multiplo.
Dopo il 1905 le automotrici passarono alle Ferrovie dello Stato, che le classificarono nel gruppo E.10 con numeri E.101 ÷ 120.
Furono ritirate dal servizio intorno al 1923, in seguito all'immissione in servizio delle locomotive E.321; i motori e gli equipaggiamenti elettrici vennero riutilizzati nel 1925 per allestire le locomotive elettriche E.620.